# چرچیونتو
چرچیونتو (به ایتالیایی: Cercivento) یک کومونه در ایتالیا است که در استان اودینه واقع شده‌است.

## خصوصیات
چرچیونتو ۱۵٫۴ کیلومترمربع مساحت و ۷۲۳ نفر جمعیت دارد و ۶۰۷ متر بالاتر از سطح دریا واقع شده‌است.